# HMS Grenade (H86)
Le HMS Grenade (H86) est un destroyer de la classe G construit pour la Royal Navy à la fin des années 1930.
Commandé le 5 mars 1934, le Grenade est mis sur cale le 3 octobre 1934 aux chantiers navals Alexander Stephen and Sons de Glasgow, en Écosse. Il est lancé le 12 novembre 1935 et mis en service le 28 mars 1936.

## Description
Le Grenade déplaçait 1 350 tonnes longues (1 370 tonnes (t)) à charge normale et 1 883 tonnes longues (1 913 t) à charge pleine. Il avait une longueur hors-tout de 98,5 m, une largeur de 10,1 m et un tirant d'eau de 3,8 m. Il était propulsé par deux turbines à vapeur à engrenages Parsons, entraînant deux arbres, qui développaient une puissance totale de 34 000 chevaux-vapeur (25 000 kW) et donnaient une vitesse maximale de 36 nœuds (67 km/h). La vapeur pour les turbines était fournie par trois chaudières à trois tambours Admiralty. Le Grenade transportait un maximum de 470 tonnes longues (480 t) de fuel, ce qui lui donnait une autonomie de 5 530 milles nautiques (10 240 km) à 15 nœuds (28 km/h). Son effectif était de 137 officiers et hommes en temps de paix, mais il était porté à 146 en temps de guerre.
Le navire était équipé de quatre canons Mark IX de 4,7 pouces (120 mm) de calibre 45  montés sur des supports simples. Pour la défense anti-aérienne (AA), le Grenade avait deux supports quadruples Mark I pour la mitrailleuse Vickers Mark III de 0,5 pouce. Il était équipé de deux supports quadruples de tubes lance-torpilles au-dessus de l'eau pour des torpilles de 21 pouces (533 mm). Un rail de grenades sous-marines et deux lanceurs étaient installés ; 20 grenades sous-marines étaient initialement transportées, mais ce nombre a été porté à 35 peu après le début de la guerre.

## Historique
Affecté à la 1re flottille de destroyers de la flotte méditerranéenne lors de sa mise en service, le Grenade subit une révision à Malte entre le 20 mars et le 24 avril 1937. Après son retour au Royaume-Uni permettant à l'équipage d'avoir du repos, le navire est réaménagé au chantier naval de Chatham entre le 27 mai et juillet 1938 et brièvement déployé en mer Rouge en octobre 1938.
Lorsque la Seconde Guerre mondiale éclate en septembre 1939, le Grenade est basé à Alexandrie. Sa flottille est transférée au Western Approaches Command à Plymouth en octobre. Le 7 novembre, il entre en collision avec son chef de flottille, le Grenville, les réparations n'étant achevées que le 9 décembre. Au cours des mois suivants, il est affecté à des tâches de contrôle de la contrebande dans Les Downs. En compagnie de son navire jumeau, le Griffin, il secourt 117 survivants du Grenville après son naufrage par une mine le 19 janvier 1940. Le navire est réaménagé à Londres entre le 27 janvier et le 27 février, et est heurté par le paquebot Orion le même jour. Le destroyer est de nouveau réparé à Harwich du 2 mars au 3 avril puis est affecté à Home Fleet de Scapa Flow.
Lorsque la Grande-Bretagne apprend l'invasion allemande de la Norvège les 7 et 8 avril, le Grenade fait partie de l'escorte du convoi ON25 et est rappelé, avec le reste de l'escorte, pour rejoindre la Home Fleet. Le navire et le destroyer Encounter escortent le pétrolier British Lady à Flakstadøya, dans les îles Lofoten, où une base de ravitaillement et de réparation est en cours de création pour soutenir les opérations navales britanniques dans le nord de la Norvège. Pendant le reste du mois, le Grenade escorte le cuirassé Warspite et le porte-avions Ark Royal dans les eaux norvégiennes. Le navire fournit une couverture lors de l'évacuation des troupes britanniques et françaises de Namsos au début du mois de mai. Le Grenade est attaché au destroyer français Bison pour sauver les survivants de l'explosion du magasin avancé de ce dernier, touché par une bombe d'un bombardier en piqué Junkers Ju 87. Le navire français coula le 3 mai. Quatre hommes du Grenade sont blessés par des éclats de l'explosion et le navire parvient à secourir 36 marins, mais 22 meurent ultérieurement de leurs blessures avant que le navire n'atteigne Scapa Flow le 5 mai.
Le Grenade est ensuite transféré dans la Manche au cours duquel il entre en collision avec le chalutier ASM Clayton Wyke le 14 mai dans un épais brouillard. Ses réparations s'achevent au chantier naval de Sheerness le 25 mai. Pendant les phases initiales de l'évacuation de Dunkerque, le navire fournit une couverture dans la partie nord de la Manche aux forces d'évacuation et participe au sauvetage de 33 marins le 28 mai du caboteur SS Abukir, qui avait été torpillé par un S-boot. Il fait un voyage à Dunkerque dans la nuit du 28 au 29 mai et est attaqué dans le port de Dunkerque par des Stukas allemands le lendemain. Le destroyer britannique est touché par deux bombes, tuant 14 marins et en blessant mortellement quatre autres. Le navire est largué de son poste d'amarrage en cas de naufrage, puis dérive dans le chenal du port. Le chalutier John Cattling parvient à le remorquer au large vers l'ouest avant qu'il n'explose plus tard dans la soirée. L'épave repose à 24 mètres de profondeur à la position 51° 24′ N, 2° 49′ E.